# Yael Hedaya
Yael Hedaya (* 1964 in Jerusalem) ist eine israelische Schriftstellerin. Sie studierte Philosophie und Liberal Arts an der Hebräischen Universität Jerusalem sowie Englische Literatur und Kreatives Schreiben an der New York University. Heute arbeitet sie als Journalistin für verschiedene israelische Zeitschriften und wohnt bei Tel Aviv.

## Werkbeschreibung
- Yael Hedaya: Liebe pur. Schloscha sippurej ahawa (Drei Liebesgeschichten). Tel Aviv (Israel) 1997. Erzählung. Aus dem Hebräischen übersetzt von Ruth Melcer. Diogenes-Verlag. Zürich (Schweiz) 2000. 209 S.

Zwischen dem ersten Satz des ersten Kapitels der Erzählung Yael Hedayas Liebe pur (Schloscha sippurej ahawa. Tel Aviv 1997), „er galt als schüchterner Hund, und als er sich eines Morgens von seiner Matte erhob und die alte Frau anfiel, die mit ihren Einkaufskörben die Treppe heraufstieg, und ihr das Ohr abriß, waren die Hausbewohner fassungslos“ (S. 5), und dessen letztem, „dieser Hund wollte weg“ (S. 11), berichtet der 1964 in der Nähe von Tel Aviv geborene hebräisch schreibende weibliche Romancier Yael Hedaya von einer scheinbar sich zufällig zutragenden Begebenheit, wie ein einundeinhalbes Jahr alter Hund einer alten Frau, die in einer der vielen mit sinnreichen Namen belegten Vororte Tel Avivs lebt, ein Ohr abbeißt. Das zweite (S. 11–14) von insgesamt vierunddreißig Kapiteln berichtet von „dem Mann“, der seinem besten Freund zuschaut, wie dieser seine Tochter, die noch ein Säugling ist, badet. Das dritte (S. 14–15) lässt uns von „der Frau“ wissen, wie sie Spaghetti kocht. Es endet mit der lapidaren Bemerkung, „das war ihr Mittagessen. Es war eine Art Strafe“ (S. 15). Das vierte Kapitel (S. 15–22), mit dem Hedayas Erzählung ihren eigentlichen Anfang nimmt, führt die drei durchgehend in einem lakonischen Stile beschriebenen Wesen, „den Hund“, „die Frau“ und „den Mann“ zusammen, die die Hauptträger dieser Erzählung darstellen, deren scheinbar schicksalsträchtige Begegnung „an einem lauen Abend Anfang Oktober“ (S. 15) in Tel Aviv, das ist in Israel der Beginn des Winters, der meistenteils so warm ist, wie in unseren Breiten ein mäßiger Sommer, stattfindet.
Der namenlos bleibende Mann und die namenlos bleibende Frau sitzen in einem Wagen „und redeten“ (S. 15). Der später den Namen ‚Anonymus’, Namenlos, tragende Hund „lag unter einem Busch und beobachtete mit vor Müdigkeit zufallenden Augen das Aufglimmen der Zigaretten“, die der Mann und die Frau in ihrem Wagen rauchten, „die wie zwei Glühwürmchen aussahen, die ihn zum Mitspieler in der Dunkelheit einluden“ (S. 15). Der Mann bittet die Frau, mit der er sich ein erstes Mal verabredet hatte, „nur auf einen Kaffee“ (S. 20), wie er sich ausdrückt, in ihre Wohnung kommen zu dürfen, was sie ihm zunächst verweigert. Als jedoch die Frau, die sich bereits von ihrem abendlichen Begleiter verabschiedet hatte, den Hund, der noch ein Welpe ist, entdeckt, weiß sie in ihrer Hilflosigkeit, was sie mit ihm anfangen soll, nicht weiter. Nach kurzen Worten eines Eingeständnisses ihrer und des Mannes Hilflosigkeit, und auch nach der Erkenntnis einer sprachlosen, auf einen Menschen angewiesenen und verwiesenen Hilflosigkeit des Hundes, entschließt sich die Frau, beide, den Hund und den Mann, den Mann „aber nur auf einen Kaffee“ (S. 22), mit sich in ihre Wohnung zu nehmen, um dem sprachlosen und hilflosen Welpen Nahrung zu geben, so dass beide ihn darnach wieder aussetzen könnten. „Doch der Mann und der Hund blieben zum Schlafen da.“ (S. 22) Mit diesem letzten Satz des vierten Kapitels der erstaunlichen Erzählung Hedayas beginnt eine modern tragische Verwickelung einer Liebesgeschichte zwischen zwei Menschen, die nur Verlierer, keine Gewinner, kennt, und in welcher die Natur in der Gestalt eines Hundes dem Menschen, der jene ständig vergewaltigt, eine unheilbare Verletzung erleiden lässt, die Ausdruck seiner eigenen Verletzbarkeit ist, die durch kein von der Natur des Menschen autonom gewordenes geschlechtliches Verhältnis hintergangen werden kann.
Die Liebe, die zwei Menschen zueinander hegen oder zu hegen meinen, ein Spiel, in dem keiner gewinnen kann, erfasst literarisch auch den Hund, der sich zu einer Art „Mitspielen“ (S. 15) aufgefordert sieht, an dessen Ausgang und Ende er sein eigenes Sterben statt des Lebens wählt. „Aber er glaubte ihnen nicht“ (S. 15), heißt es von „dem Hund“, dem neben „dem Mann“, „der Frau“ und „der Freundin“ eine gleichberechtigte und gleichwertige, wenn nicht sogar eine höherwertige literarische Figur in der erzählerischen Aufbereitung einer zerrissenen Quadratur des Kreises, der sich Liebe nennt, von der Autorin zuerkannt wird.
So bleibt Zerrissenheit das eigentliche Kennzeichen jedes modernen, technisch sexuellen Verhältnisses, das zwischen den beiden Geschlechtern besteht. Zerrissenheit bezeichnet richtigerweise, was immer noch, fälschlicherweise, Liebe genannt wird. Dieses hat uns Yael Hedaya in ihrer merkwürdigen und eigenartigen, eigenwilligen, Geschichte, die die Geschichte eines nach menschlicher Zuwendung und Aufmerksamkeit verlangenden Hundes und eines nach sich letztlich nicht binden wollender geschlechtlicher Zerstreuung suchenden Mannes ist, die beide in ihrer ihnen eigenen Art zu lieben scheitern, der eine tödlich, der andere vollkommen resignierend, mittels zwar lakonischen, dennoch eindringlichen Worten in ihrer Erzählung mitzuteilen. Bemerkenswert ist, dass ihre Mitteilung zu keiner Zeit anbiedernde Unterhaltung sein will.
Uns aber erscheint es auch, sehr bemerkenswert zu sein, dass es einem weiblichen Autor erzählerisch gelingt, das Wesen männlicher Liebe auf den Punkt gebracht zu haben. Das Wesen der modernen männlichen Liebe besteht nach ihrer Darstellung in dem ausgesprochenen oder unausgesprochenen Willen nach rastloser und ungehinderter sexueller Zerstreuung, die weder ein Bleiben, noch ein Verweilen kennt. Sie kann nur noch von der natürlichen Frucht der Liebe, eigenen Kindern, träumen, was sie durch ihr Sein zerstört, die Ruhe der Empfängnis, der auf Seiten des Mannes der Frieden des Verweilens entspräche.

## Werke
- Liebe pur. Erzählung (Originaltitel: Sheloshah sipure ahavah. Tel Aviv 1997, übersetzt von Ruth Melcer). Diogenes, Zürich 2000, ISBN 3-257-06237-0; als Diogenes Taschenbuch 23307, Zürich 2000, ISBN 978-3-257-23307-0.
- Zusammenstöße. Eine Liebesgeschichte (Originaltitel: Teunot. Tel Aviv 2001, übersetzt von Ruth Melcer). Diogenes, Zürich 2003,  ISBN 978-3-257-23397-1.
- Die Sache mit dem Glück. Erzählung (übersetzt von Ruth Melcer). Diogenes, Zürich 2006, ISBN 978-3-257-23729-0.
- Eden. Roman (übersetzt von Ruth Achlama). Diogenes, Zürich 2008, ISBN 978-3-257-06638-8.
- Alles bestens. Roman (Originaltitel: Misʾchak haʾoscher übersetzt von Ruth Melcer), Diogenes, Zürich 2013, ISBN 978-3-257-30014-7.

## Veröffentlichungen
- Vaterland, Mutterland, mein Land? Essay. In: Der Spiegel Geschichte, Nr. 2, 2015, Seite 130 PDF-Vorschau, 3 Seiten, 834 KB.